# Nathaniel McKinney
Nathaniel Benjamin McKinney (19 gennaio 1982) è un velocista bahamense.

## Palmarès
| Anno | Manifestazione | Sede     | Evento      | Risultato | Prestazione | Note             |
| ---- | -------------- | -------- | ----------- | --------- | ----------- | ---------------- |
| 2003 | Mondiali       | Parigi   | 4×400 m     | Bronzo    | 3'00"53     |                  |
| 2005 | Mondiali       | Helsinki | 4×400 m     | Argento   | 2'57"32     | Record nazionale |
| 2007 | Mondiali       | Osaka    | 4×400 m     | Argento   | 2'59"18     |                  |
| 2009 | Mondiali       | Berlino  | 200 m piani | Batteria  | 21"26       |                  |
| 2009 | Mondiali       | Berlino  | 4x400 m     | Batteria  | dq          |                  |